# Ambassade du Kirghizistan en Russie
L'Ambassade du Kirghizistan à Moscou est la représentation diplomatique du Kirghizistan sur le territoire russe.